# Angelo Ciocca
Angelo Ciocca (Pavia, 28 giugno 1975) è un politico italiano, europarlamentare dal 7 luglio 2016 al 16 luglio 2024 per la Lega Nord/Lega per Salvini Premier.

## Biografia
Nel 1996 s'iscrive alla Lega Nord, con cui alle elezioni comunali in Lombardia del 1997 si candida al consiglio comunale di San Genesio ed Uniti (Pavia), risultando eletto consigliere comunale. Alle comunali lombarde del 2001 viene confermato consigliere comunale e diventa assessore ai lavori pubblici, urbanistica e territorio, protezione civile ed edilizia privata nella giunta comunale di San Genesio ed Uniti, venendo poi riconfermato nei ruoli di consigliere e assessore comunale con una lista civica nel 2006, rimanendo in carica come assessore fino al 1° giugno 2010.
Dal 2006 al 2010 è stato assessore alle Attività produttive, Commercio, Lavoro e Formazione nella giunta provinciale di Pavia presieduta da Vittorio Poma. Nello stesso periodo ha fatto parte del Comitato per l'Amministrazione del Fondo Regionale per l'Occupazione dei Disabili, oltreché del consiglio di amministrazione di Pavia Mostre e Fondazione Romagnosi.

### Consigliere regionale della Lombardia
Alle elezioni regionali in Lombardia del 2010 si candida con la Lega, nella mozione del presidente uscente Roberto Formigoni, risultando eletto nel collegio di Pavia con 18.910 preferenze in consiglio regionale della Lombardia. Alle regionali lombarde del 2013 si ricandida, a sostegno del segretario federale della Lega Nord Roberto Maroni, venendo rieletto nel medesimo collegio con 7.763 preferenze consigliere regionale, andando ad assumere la presidenza della Commissione consiliare Attività Produttive ed Occupazione.

### Elezione a europarlamentare
Alle elezioni europee del 2014 viene candidato al Parlamento europeo, tra le liste della Lega Nord-Die Freiheitlichen-Basta Euro nella circoscrizione Italia nord-occidentale, raccogliendo 22.479 preferenze ma risultando il primo dei non eletti. Il 7 luglio 2016 diventa europarlamentare, subentrando a Gianluca Buonanno morto il 5 giugno precedente in un incidente stradale, dimettendosi da consigliere regionale della Lombardia a settembre. Nel corso della VIII legislatura è stato componente della Commissione per l'industria, la ricerca e l'energia e della Delegazione all'Assemblea parlamentare paritetica ACP-UE, oltreché membro sostituto della Commissione per l'agricoltura e lo sviluppo rurale e della Delegazione per le relazioni con i paesi dell'Asia meridionale.
Tra le prime sue battaglie c'è quella che riguarda il riconoscimento ufficiale delle lingue dei segni nazionali e della professione di interprete di lingua dei segni. La sua risoluzione in merito è stata votata favorevolmente il 23 novembre 2016..

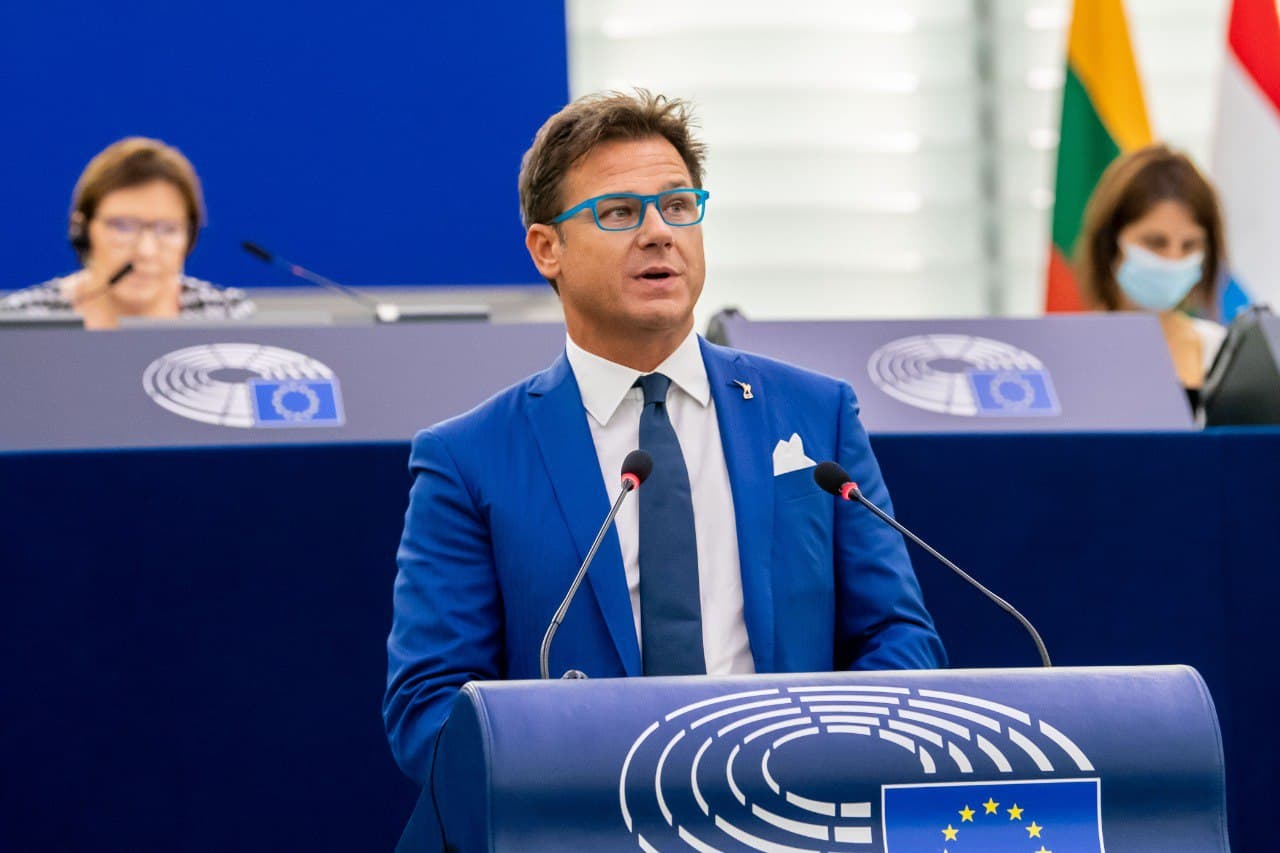
Angelo Ciocca al Parlamento europeo nel 2021

Nell'ottobre 2018 sale alla ribalta della cronaca per avere platealmente calpestato le carte del Commissario europeo per gli affari economici e monetari Pierre Moscovici indirizzate dall'UE all'Italia sulla bocciatura della manovra economica del governo Conte, vantandosi poi del gesto in quanto la scarpa era stata prodotta in Italia.

### Rielezione al Parlamento europeo
Alle elezioni europee del 2019 si ricandida con la Lega nella circoscrizione Italia nord-occidentale e viene rieletto con 89.752 preferenze, risultando il più votato nella circoscrizione nord-ovest dopo il capolista Matteo Salvini. Successivamente è nominato membro permanente della Commissione per l'agricoltura e lo sviluppo rurale (AGRI) e membro della delegazione alla commissione parlamentare mista UE-Turchia.
Nella IX legislatura è stato componente della Commissione per l'agricoltura e lo sviluppo rurale (2019-2024), della Delegazione alla Commissione parlamentare mista UE-Turchia (2019-2024) e della Commissione speciale sulla lotta contro il cancro (2021-2022), nonché membro sostituto della Commissione per il mercato interno e la protezione dei consumatori (2019-2020), della Commissione per l'industria, la ricerca e l'energia (2020-2024), della Delegazione per le relazioni con i paesi del Maghreb e l'Unione del Maghreb arabo, comprese le commissioni parlamentari miste UE-Marocco, UE-Tunisia e UE-Algeria (2019-2024) e della Commissione speciale sulla lotta contro il cancro (2020-2021)..
Nell’autunno del 2022 insieme a Paolo Grimoldi diventa coordinatore del Comitato Nord, corrente bossiana interna alla Lega Salvini Premier, voluta dal presidente federale a vita della Lega Umberto Bossi, con il compito di tenere i rapporti con i militanti e le istituzioni europee. Una operazione volta a rimettere in primo piano il tema dell'autonomia nell'agenda di Governo.
Il 13 luglio 2023 interviene in plenaria contro il rialzo dei tassi d'interesse decisi dalla Banca Centrale Europea (BCE), mostrando un mattone come simbolo della casa degli italiani.
Il 6 febbraio 2024, durante la sessione plenaria del Parlamento europeo a Strasburgo, regala un trattore giocattolo con bandiera italiana alla presidente della Commissione europea Ursula von der Leyen come atto di protesta contro le politiche europee. Mentre il 26 febbraio sventola un cappio alla presidente della BCE Christine Lagarde, come simbolo delle politiche monetarie messe in atto a livello europeo. Durante la seduta di voto della plenaria di marzo 2024 all’approvazione della direttiva sulle case green, si è alzato e, con fare da arbitro di calcio, ha fischiato ripetutamente mostrando un cartellino rosso nei confronti degli europarlamentari di centro-sinistra che avevano votato a favore di tale direttiva.
Alle elezioni europee del 2024 si ricandida con la Lega, nella circoscrizione nord-occidentale in quarta posizione; tuttavia, con 38 756 preferenze, risulta il primo dei non eletti, statistica poi confermata dalla decisione di Roberto Vannacci di esercitare il proprio diritto a un seggio nella stessa circoscrizione.

## Controversie

### Incontri con Pino Neri
Nella primavera del 2009, fu filmato dai carabinieri mentre si incontrava con Pino Neri, un pregiudicato destinatario di una sentenza definitiva con condanna a 9 anni inflittagli per reati di associazione a delinquere, e accusato, in un nuovo processo, di essere un boss della 'Ndrangheta. Neri è stato poi arrestato il 13 luglio di quello stesso anno. Al termine del processo di primo grado, Neri ha ricevuto una condanna a 18 anni di reclusione. Gli incontri con Ciocca furono confermati dallo stesso indagato, ma indicati come occasionali. Ciocca non è mai stato indagato per fatti riconducibili a questi episodi.

### Titoli di studio
Nei primi anni 2000, quando era assessore nel suo comune di nascita, firmava alcuni documenti ufficiali come "Dottore", titolo che veniva riportato anche nel sito web del suo studio tecnico; alcuni quotidiani locali misero in dubbio l'effettivo conseguimento della laurea in quanto risultava solo iscritto all'Università di Roma Tre in Ingegneria civile, dopo aver presentato una domanda in cui specificava di essere già in possesso di laurea "in Ingegneria edile presso l'Università Paulo Freire in Nicaragua", laurea che non costituisce valido titolo di studio nell'Unione europea. Inoltre questo titolo di studio non è presente tra quelli insegnati dalla suddetta università che rilascia, relativamente alla facoltà di ingegneria solo lauree in Ingegneria gestionale e Ingegneria agraria. La notizia ebbe risalto mediatico nazionale e venne ripresa anche da alcune trasmissioni radiofoniche nazionali. 
Il 19 febbraio 2016 si è laureato in scienze economico-aziendali, all'età di 41 anni, presso l'Università degli Studi "Niccolò Cusano", una università telematica non statale di Roma.

### Dichiarazioni sui vaccini
Il 18 dicembre 2020, in merito alla distribuzione dei Vaccino anti-COVID-19, ha affermato che la Lombardia dovrebbe ricevere più dosi in ragione della sua superiorità economica e fiscale all'interno del Paese, rispetto ad altre regioni (come il Lazio):

## Procedimenti giudiziari

### "Spese pazze" in Regione Lombardia
Il 18 gennaio 2019 è stato condannato in primo grado, dal tribunale di Milano assieme a 51 persone tra ex assessori ed ex consiglieri regionali della Lombardia, a 1 anno e 6 mesi per il reato di peculato nell'inchiesta "Spese pazze" in Regione Lombardia.
Il 13 luglio 2021 la condanna per peculato viene confermata dalla Corte d'Appello di Milano, con sospensione condizionale della pena e non menzione nel casellario giudiziale.
Il 18 novembre 2022 la pena è stata successivamente annullata. La Cassazione ha azzerato, in sostanza, le condanne del maxi processo sulla cosiddetta "rimborsopoli" al Pirellone e per Ciocca è caduta ogni accusa. Cancellate senza rinvio, dunque, per intervenuta prescrizione le condanne.

### Lobby Nera
A giugno 2022 è stata chiesta una proroga di 6 mesi alle indagini su Angelo Ciocca nell'ambito dell'inchiesta "Lobby Nera", in cui si ipotizza il reato di riciclaggio.
Anche in questo caso, dopo le immediate smentite da parte dell'eurodeputato leghista con una telefonata in trasmissione in cui Ciocca dichiarava la totale estraneità ai fatti, dando successivamente mandato ai suoi legali per agire in difesa della sua reputazione ed immagine, la procura avrebbe chiesto nel dicembre 2022 di procedere con l'archiviazione poiché il reato non sussiste. Le valutazioni su una «vicenda complessa» come si leggeva in una richiesta di proroga di indagini, non avrebbero evidenziato le ipotesi di reato inizialmente contestate dai pm.
In data 13 gennaio 2023, la Procura di Milano ha chiuso le indagini aperte nei mesi scorsi per corruzione chiedendone l'archiviazione. «All'esito degli accertamenti, bisogna concludere nel senso dell'insussistenza delle ipotesi di reato formulate perché dalle indagini svolte non sono emersi elementi in grado di confermare quanto emerso dai video». Si chiude così, per la Procura di Milano, l'inchiesta «Lobby nera», nate dall'inchiesta di Fanpage. La vicenda si chiude definitivamente nel febbraio del 2024 con l'archiviazione disposta dal GIP.

### Corruzione
Nel novembre 2024 viene indagato con l’accusa di corruzione nell’ambito dell’inchiesta che ha portato all’arresto, tra gli altri, il sindaco di Vigevano Andrea Ceffa. Secondo l'accusa nel 2022 si è adoperato per far cadere il sindaco Ceffa del suo stesso partito, cercando di reclutare consiglieri disposti a dimettersi, offrendo, assieme all'imprenditore edile Alberto Righini, 15mila euro a un consigliere comunale affinché si dimettesse.
Ad aprile 2025 la procura di Pavia chiede il rinvio a giudizio di Ciocca, assieme ad altre 7 persone, per istigazione alla corruzione, corruzione e falsità ideologica.